# Ирвиндейл
Ирвиндейл (англ. Irwindale) — город в округе Лос-Анджелес, штат Калифорния. Имея малое число жителей, Ирвиндейл состоит, в основном, из горных карьеров, которые являются основным источником дохода города. В отличие от других городов округа с малым населением (Вернон и Индастри), в Ирвиндейле широко развита система услуг. Жителям города предоставляются услуги библиотеки, центров для молодежи и престарелых людей, общественных гимназий и парков.

## География
Город Ирвиндейл расположен в районе долины Сан-Габриэль. Общая площадь равняется 24,49 км², из которых 24,05 км² (98,2%) составляет суша и 0,44 км² (1,8%) — вода. Высота центра населенного пункта — 143 метра над уровнем моря.

## Демография
По данным переписи 2000 года, население Ирвиндейла составляет 1 446 человек, 365 домохозяйств и 293 семьи, проживающих в городе. Плотность населения равняется 60,1 чел/км². В городе 378 единиц жилья со средней плотностью 15,7 ед/км². Расовый состав города включает 47,03% белых, 0,41% чёрных или афроамериканцев, 1,87% коренных американцев, 1.66% азиатов, 0,14% выходцев с тихоокеанских островов, 44,54% представителей других рас и 4,36% представителей двух и более рас. 88,31% из всех рас — латиноамериканцы.
Из 365 домохозяйств 46,0% имеют детей в возрасте до 18 лет, 54,2% являются супружескими парами, проживающими вместе, 19,2% являются женщинами, проживающими без мужей, а 19,7% не имеют семьи. 15,6% всех домохозяйств состоят из отдельных лиц, в 5,8% домохозяйств проживают одинокие люди в возрасте 65 лет и старше. Средний размер домохозяйства составил 3,96, а средний размер семьи — 4,35.
В городе проживает 33,4% населения в возрасте до 18 лет, 10,0% от 18 до 24 лет, 32,0% от 25 до 44 лет, 16,5% от 45 до 64 лет, и 8,1% в возрасте 65 лет и старше. Средний возраст населения — 28 лет. На каждые 100 женщин приходится 91,5 мужчин. На каждые 100 женщин в возрасте 18 лет и старше приходится 93,4 мужчин.
Средний доход на домашнее хозяйство составил $45 000, а средний доход на семью $46 827. Мужчины имеют средний доход в $34 375 против $32 016 у женщин. Доход на душу населения равен $13 144. Около 17,7% семей и 16,4% всего населения имеют доход ниже прожиточного уровня, в том числе 20,8% из них моложе 18 лет и 21,8% от 65 лет и старше.

## Города-побратимы
- Сальватьерра